# قوائم فرق كأس العرب 2012
كأس العرب لكرة القدم 2012 هي بطولة كرة قدم دولية أقيمت في مدينتي جدة والطائف السعوديتان من 22 يونيو إلى 6 يوليو 2012. كان المطلوب من المنتخبات الإثني عشر إدراج ثلاثة وعشرين لاعبا على أن لا يقل عدد حراس مرمى عن ثلاثة.
كان يتوجب على جميع الاتحادات المشاركة تقديم قائمة اللاعبين لدى الاتحاد العربي لكرة القدم قبل 10 يونيو 2012.

## المجموعة 1

### السعودية
المدرب:  فرانك ريكارد
- خالد شراحيلي
- عبد الملك الخيبري
- حسن خيرات
- عبد اللطيف الغنام
- عيسى المحياني
- خالد الغامدي
- خالد الزيلعي
- محمد السهلاوي
- سعود حمود
- حسين شيعان
- فهد حمد
- عبد الله الشهيل
- مختار فلاته
- أحمد الكسار
- يحيى المسلم
- عبد المجيد الرويلي
- أحمد الوالبي
- زامل السليم
- عقيل بلغيث
- منصور الحربي
- سلطان البرقان
- حمدان الحمدان
- ربيع سفياني

### الكويت
المدرب:  غوران توفيغدزيتش
- نواف الخالدي
- طلال العامر
- عامر المعتوق
- خالد القحطاني
- مساعد ندا
- حمد العنزي
- فهد الأنصاري
- ضاري سعيد
- عبد العزيز المشعان
- فهد عوض
- وليد علي
- جراح العتيقي
- فهد العنزي
- عبد الهادي خميس
- خالد الرشيدي
- فهد الرشيدي
- علي مقصيد
- محمد فريح
- طلال نايف
- أحمد الرشيدي
- يوسف ناصر
- طلال الفاضل
- أحمد عادي الخالدي
- محمد دهش

### فلسطين
المدرب: جمال محمود
- توفيق علي
- محمد شبير
- رائد مازن
- خميس فارس
- نديم البرغوثي
- عبد السلام السويركي
- خضر يوسف
- مراد إسماعيل
- فهد العتال
- عبد الحميد أبو حبيب
- موسى أبو جزر
- خلدون الحلمان
- رمزي صالح
- محمد أحمد محمود
- عبد اللطيف البهداري
- معالي كوارع
- إسماعيل العمور
- حسام وادي
- أشرف نعمان
- حسام أبو صالح
- رأفت خليل محمود عباد
- عمر جعرون
- عماد زعترة
- روبرتو كاتلون
- ألكسيس نورامبوينا

## المجموعة 2

### المغرب
المدرب:  إيريك غيريتس
- خالد العسكري
- عصام بادة
- عزيز الكيناني
- سعيد حموني
- مصطفى لمراني
- سمير الزكرومي
- أسامة غريب
- رشيد السليماني
- إسماعيل بلمعلم
- أحمد شاغو
- أيوب بورحيم
- زكرياء الملحاوي
- صلاح الدين السعيدي
- أحمد جاحوح
- عبد الرزاق المناصفي
- زيد كروش
- سفيان كادوم
- عبد الصمد رفيق
- حمزة بورزوق
- ياسين الصالحي
- عبد العظيم خضروف
- إبراهيم البحري
- عبد السلام بن جلون

### ليبيا
المدرب: عبد الحفيظ عربيش
- أحمد عزاقة
- محمد نشنوش
- أحمد الصغير
- يونس الشيباني
- علي سلامة
- وليد السباعي
- عبد العزيز بالريش
- محمد المغربي
- حمد السنوسي
- ربيع اللافي
- محمود بحير
- أحمد سعد
- مروان المبروك
- محمد قناو
- محمد الصناني
- إدريس القطعاني
- فيصل البدري
- سالم عبلو
- محمد الغويل
- معتز المهدي
- محمد الغنودي

### اليمن
المدرب: سامي حسن الناش
- حمادة الزبيري
- أوسام السيد
- سالم سعيد عوض
- جاعم ناصر
- سعود السوادي
- عبد العزيز الجماعي
- مدير عبد ربه
- أكرم الورافي
- ناطق حزام
- أكرم الصلوي
- خالد بلعيد
- محمد بارويس
- معاذ هزاع
- أحمد الصادق
- أيمن الهاجري
- كميل طارق
- تامر حنش
- محمد العبيدي
- محمد مساعد
- هيثم الأصبحي
- حسين غازي
- علاء الصاصي
- منصر باحاج
- زاهر فريد
- وحيد الخياط

### البحرين
المدرب:  بيتر تايلور
- محمد جعفر
- عباس أحمد خميس
- عبد الله الكعبي
- عبد الله المرزوقي
- إبراهيم العبيدلي
- حسين بابا
- صالح عبد الحميد
- وليد الحيام
- سلمان عيسى
- داود سعد
- راشد الحوطي
- فهد الحردان
- محمد عبد الوهاب
- عبد الوهاب المالود
- عبد الوهاب علي
- سامي الحسيني
- إسماعيل عبد اللطيف
- عبد الله عمر
- سيد ضياء سعيد
- محمد دعيج
- عيسى موسى
- محمود العجيمي
- أحمد الختال

## المجموعة 3

### العراق
المدرب:  زيكو
- محمد كاصد
- نور صبري
- محمد حميد
- سامال سعيد
- باسم عباس
- فريد مجيد
- علي بهجت
- سلام شاكر
- قصي منير
- أحمد إبراهيم
- أحمد ياسين
- كرار جاسم
- هوار ملا محمد
- علي صلاح
- مثنى خالد
- حسام كاظم
- إبراهيم كامل
- وليد بحر
- مهدي كريم
- حمادي أحمد
- لؤي صلاح
- مصطفى كريم
- علاء عبد الزهرة

### السودان
المدرب: فاروق جبرة
- إسماعيل آدم الصديق
- معاوية الأمين
- معتصم المناقل
- نصر الدين موسى جوجو
- معاوية بشير فداسي
- محمد عبد المنعم عنكبة
- محمد المرتضى إبراهيم كبير
- محمد آدم إسماعيل بحر
- الطاهر الحاج حسن
- الصادق سرير
- رمضان عجب
- سامي عبد الله
- إيهاب عبد الفتاح
- عامر عادل الضحية
- أمين إبراهيم ألماني
- أحمد محمد صالح مارتن
- محمد إبراهيم عبد الله
- آدم ساير آدم
- أسامة الرشيد بابكر التعايشة
- محمد حسن الطيب
- محمد موسى محمد عبد الله
- محمد أحمد بشير بشه
- بدر الدين قلق
- أحمد عادل خضر

### مصر
المدرب: هاني رمزي
- علي لطفي
- محمد بسام
- صلاح سليمان
- أحمد صبحي
- هشام محمد
- محمود علاء
- محمد عبد الفتاح
- صالح جمعة
- شهاب الدين أحمد
- مروان محسن
- أحمد عيد عبد الملك
- أحمد حمودي
- إسلام رمضان
- علي فتحي
- حسام حسن
- سعد سمير
- عمرو زكي
- أحمد مجدي
- أحمد شرويدة
- عمر جابر
- محمد صبحي
- محمد إبراهيم

### لبنان
المدرب:  ثيو بوكير
- زياد الصمد
- محمد حمود
- حسن مغنية
- علي حمام
- عباس كنعان
- علي السعدي
- وليد إسماعيل
- معتز الجنيدي
- عباس عطوي
- هيثم فاعور
- حسين دقيق
- ربيع عطايا
- نادر مطر
- عامر خان
- محمد شمص
- أحمد زريق
- حسن معتوق
- حسن المحمد
- أكرم مغربي
- حسن شعيتو

## وصلات خارجية
- قوائم اللاعبين للمنتخبات الـ11 المشاركة في كأس العرب